# Akdżoł Machmudow
Akdżoł Machamaddżanowicz Machmudow (kirg. Акжол Махамаджанович Махмудов; ur. 15 kwietnia 1999) – kirgiski zapaśnik walczący w stylu klasycznym. Srebrny medalista olimpijski z Tokio 2020 w kategorii 77 kg, a także brązowy z Paryża 2024 w tej samej wadze.

## Kariera sportowa
Mistrz świata w 2022 i 2023. Wygrał igrzyska azjatyckie w 2022 i drugi w 2018. Mistrz Azji w 2018, 2022 i 2023; drugi w 2024. Triumfator igrzysk solidarności islamskiej w 2021. Jedenasty w indywidualnym Pucharze Świata w 2020. Srebrny medalista MŚ juniorów w 2017 i złoty mistrzostw Azji juniorów w 2017. Mistrz świata kadetów w 2016 roku.